# Redención en metálico

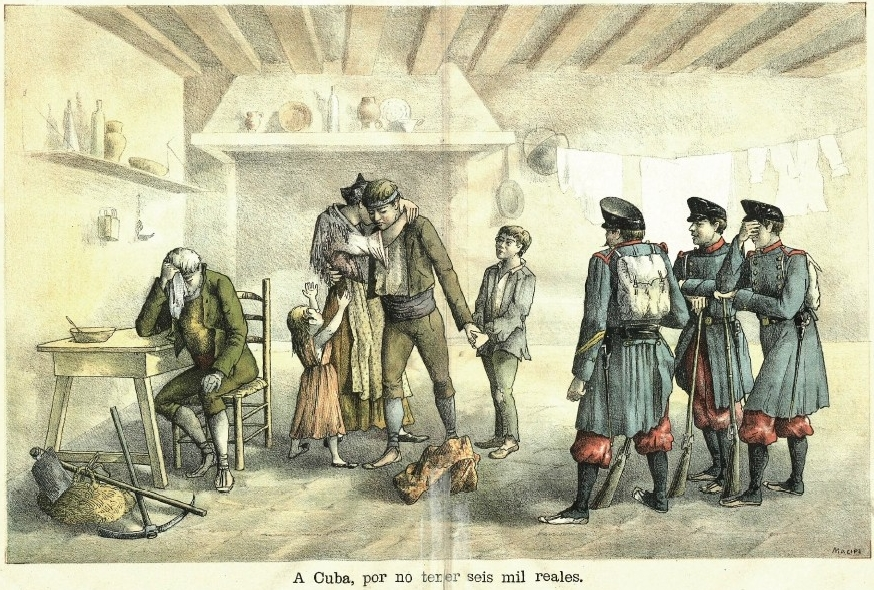
Ilustración de 1885 "A Cuba, por no tener seis mil reales" contra la redención en metálico por la que el pago de una determinada cantidad de dinero que fue cambiando en el tiempo libraba de la realización del servicio militar.

La redención en metálico era un sistema previsto en las leyes que regulaban en España las quintas, sistema de reclutamiento vigente desde la primera mitad del siglo XVIII hasta 1912, por el cual se evitaba la prestación personal del servicio militar, mediante el pago de una cantidad de dinero.

## Historia
El origen de la redención en metálico se encuentra en Francia, en la época posnapoleónica, cuando se concedió la posibilidad, inicialmente limitada a la nobleza, de permutar el servicio militar por el pago al fisco de una determinada cantidad de dinero. Este precepto sirvió posteriormente a las leyes de reclutamiento constitucionales, del que hizo uso la burguesía liberal.
El precedente de la figura de la remisión en metálico en España se encuentra en el artículo 25 de la Real Instrucción Adicional de 26 de noviembre de 1817 que instauró por primera vez la posibilidad de redención, aunque limitada exclusivamente a los hidalgos, mediante el pago de 20.000 reales de vellón, cantidad muy elevada para la época.
Esta figura fue instaurada en 1851 por la Ley de reemplazo militar para complementar la figura de "la sustitución". Se fijó inicialmente la cantidad a pagar en 6.000 reales que debía ingresarse en el Banco Español de San Fernando y el destino tenía que ser empleado de forma obligatoria en la contratación de sustitutos.
- Ley de Reemplazos de 30 de enero de 1856: 6 000 reales.
- 1859: 8 000 reales.
- 1869: 6 000 reales.
- 1874: 5 000 reales.
- 1875: 8 000 reales
- 1877-Ley de Reclutamiento y Reemplazo del 28 de agosto de 1878: 2 000 pesetas, siempre que el mozo acreditara que había terminado o ejercía una carrera, profesión u oficio.
- Ley de reclutamiento y Reemplazo del 8 de enero de 1882 (artículo 179): 1 500 pesetas. Sólo eximía del servicio activo en los cuerpos activos, pero el redimido acudiría a las armas en caso de guerra.[2][3]
- Ley de 11/7/1885: Para la Península 1 500 pesetas y 2 000 pesetas para destinos en Ultramar. Estas cuotas permanecieron sin variación hasta 1912.

La figura de la redención en metálico se suprimió en 1912 con la Ley de Reclutamiento y Reemplazo del Ejército y se sustituyó por la del soldado de cuota, en la que el pago de una cantidad fijada de dinero no suponía librarse del cumplimiento del servicio militar, pero sí que se acortaba su duración y se mejoraban las condiciones en que se desarrollaba el servicio.